# Pseudothaumatelson patagonicum
Pseudothaumatelson patagonicum is een vlokreeftensoort uit de familie van de Stenothoidae. De wetenschappelijke naam van de soort is voor het eerst geldig gepubliceerd in 1931 door Schellenberg.